# Fizeșu Gherlii
Fizeșu Gherlii est une commune de Transylvanie, en Roumanie, dans le județ de Cluj.